# Държавна дума
 Тази статия е за парламента на Руската федерация.  За парламента на Руската империя вижте Държавна дума на Руската империя.  
Държавната дума (на руски: Госуда́рственная ду́ма Федера́льного собра́ния Росси́йской Федера́ции) е долната камара на Федералното събрание – парламента на Русия.
Правният статут на Държавната дума е определен в Глава 5 от Конституцията на Руската федерация. Състои от 450 депутати, като за депутат може да бъде избран всеки гражданин на Руската федерация, навършил 21-годишна възраст и имащ право да участва в избори. Едно и също лице не може да бъде едновременно депутат в Държавната дума и в Съвета на Федерацията съгласно чл. 97 от Конституцията на РФ.
От 2007 г. депутати в Държавната дума се избират по пропорционална избирателна система, като се гласува за партийни листи. От 2005 г. бариерата за влизане на партии и коалиции в долната камера на парламента е повишена на 7%. По-рано в Русия е използвана смесена избирателна система, като половината от общия състав на Държавната дума е избирана по мажоритарна избирателна система в едномандатни избирателни райони.
Първата държавна дума е избрана заедно със съвет на Федерацията в деня на референдума за приемане на конституция на РФ на 12 декември 1993 г., с мандат от 2 години, съгласно преходните и заключителни разпоредби на приетата конституция. Срокът на пълномощията на следващите парламентарни сесии е 4 години. С направените конституционни поправки през 2008 г. мандатът на следващата държавна дума е със срок от 5 години.
Избори за Държавна дума са се провеждали през 1993, 1995, 1999, 2003 и 2007 г.
Държавната дума се оглавява от председател и заместник-председатели, като всяка парламентарна фракция или група може да излъчи свой заместник-председател.

## История
Държавната дума на Руската империя е въведена през 1905 г. по предложение на граф Сергей Вите като съвещателен орган към царя. Първите два опита да стане активна, направени от цар Николай II, са неефективни. Впоследствие всички Думи са разпуснати едва след няколко месеца. След избирателната реформа от 1907 г., третата Дума, избрана през ноември 1907 г. е съставена основно от членове на високата класа, като радикалните влияния в Думата са почти изцяло премахнати. Създаването на руската Дума след революцията от 1905 г. е предвестник на значителни промени в Руската автократична система. Освен това руската Дума по-късно има важен ефект върху руската история, тъй като това е един от факторите, които допринасят във Февруарската революция, която довежда до премахването на самодържавието в Русия.

### Съвременна Дума
На 12 декември 1993 г. в Русия е проведен референдум за приемане на новата Конституция, според която Държавната дума е едната от двете палати на Федералното събрание. Едновременно с референдума са проведени и избори, на които про-Елцин настроените партии печелят 175 места в Държавната дума в сравнение със 125 места за левия блок. Балансът на силите пада върху шестдесет и четирите депутати на полу-фашистката Либерал-демократическа партия на Русия. Само партии спечелили повече от пет процента от гласовете са включени в списъка с партийните места: осем преминават прага от 1993 г. В допълнение към тези осем партии, сбор от тридесет и пет депутати имат право да образуват регистрирана група, която да отразява регионални или секторни интереси. Бизнесът се управлява от управителен комитет, Съвета Дума, състоящ се от един човек от всяка партия или група. Най-важната задача е разделянето на позициите в двадесет и трите комисии на руската Дума, което е направено като част от власт-споделящата сделка.
В нито една от думите, избрани през 1993, 1995, 1999 г. е имало възможност една партия да образува мнозинство, така че камарата затъва във фракционни препирни и не успява да наложи ред в работата на своите комитети. През по-голямата част от ерата на Елцин, анти-Елцин лагера е достатъчно силен, за да блокира правителствените, законодателни инициативи, а про-Елцин лагера страда от липса на институционални връзки с изпълнителната власт. По-малко от половината приети законопроекти са възникнали като правителствени предложения. Елцин налага вето на двадесет процента от всички законопроекти през 1996 – 1999 г. и в половината случаи ветото не е преодоляно. Руската общественост създава силно неблагоприятен образ на руската Дума. В същото време Елцин продължава да провежда политиката си с указ – пример са приватизационните търгове и нахлуването в Чечня през 1994 г. Всяка година от периода 1995 – 2001 г. руската Дума предварително отказва да одобри федералния бюджет, така че правителството продължава чрез запор.
Настъпва влошаване в отношенията Дума – Президент, тъй като Елцин уволнява министър-предстедателя Виктор Черномирдин през март 1998 г. Въпреки че назначаването на наследника на Черномирдин, Сергей Кириенко, също е източник на деление, подкрепата от страна на новия министър-предстедател за строги фискални мерки, съчетани с влошаващата се икономическа ситуация се оказва, че съживяват левия алианс. По времето на този период ръководството на комунистическата партия поддържа конфронтационна позиция по отношение на изпълнителната власт.
Финансовият крах от август 1998 г. е сериозен политически удар за Елцин и подкопава успеха на много от олигарсите, които дотогава са важен стълб на подкрепа за президента. В началото на кризата Елцин е принуден да уволни министър-предстедателя Сегей Кириенко и неохотно приема Евгений Примаков като негов заместник. Примаков, бивш главен шпионин и външен министър, е приемлив кандидат за Думата. Това е може би най-високата точка на парламентарно влияние на целия пост-съветски период. През пролетта на 1999 г. Съвета на федерацията отказва да приеме уволнението на главния прокурор Юрий Скуратов, който е разследвал Борис Березовски, водещ олигарх и поддръжник на Елцин. През май 1999 г. Елцин нанася удар като уволнява Примаков, който продължава да води анти-Елцин коалиция от регионални шефове, движението Отечество – Вся Россия.
През втората половина на 1990-те години руската Дума се превръща във важен форум за лобиране от страна на регионалните лидери и бизнесмени, които търсят данъчни облекчения и законодателни услуги. Работата на водещите комисии, като например тези за отбраната, външните работи или бюджет привлича вниманието на медиите и лобистка дейност.
В началото на 2000 г., след парламентарните избори през 1999 г. про-президентската партия Единство партия Единство и Комунистическата партия на Руската федерация са основните водещи сили в Държавната Дума. Разочарован от липсата на сътрудничество между естествените коалиционни партньори в ранната Дума, Путин нарежда на Единство да преговаря за тайна сделка с комунистите. Сделката предвижда избирането на комунистическия лидер Генадий Селезньов като говорител и разделението на председателството на комитета между двете страни и маргинализирането на Съюза на десните сили, Отечеството, Яблоко и руските региони, като се делят само пет позиции сред тях. В резултат на тази сделка комунистите запазват някакво влияние върху руската Дума.
Но през април 2002 г. Единство прекратява сътрудничеството с комунистите и вече преименуваната партия, от Единство на партия Единна Русия, повежда с мнозинство в Съвета Дума. Свободни лидерски позиции са преразпределени към лоялни фракции (Отечество, Съюз на десните сили, Яблоко и Руските региони), увеличавайки техния достъп до ресурси и премахване на комунистическия капацитет за създаване на опозиция в рамките на Дума. Настъпва краят на царуването на Комунистическата партия на Руската федерация.

## Правомощия
Конституцията на Руската федерация дава следните правомощия на Държавната дума:
- да дава съгласие при избора на министър-председателя от страна на президента;
- изслушване на годишни доклади за дейността на правителството на Руската федерация, включително и по въпроси повдигнати от Държавната дума;
- гласуване вот на доверие или недоверие на правителството;
- назначаване и освобождаване от длъжност на председателя на Централната банка на Русия;
- назначаване и освобождаване от длъжност на председателя на Сметната палата на Руската федерация и половината от нейните одитори;
- назначаване и освобождаване от длъжност на пълномощник по човешките права, който действа съгласно законите на федералната конституция;
- обявяване на амнистия;
- повдигане на обвинения срещу президента на Руската федерация за отстраняване от длъжност.

Държавната дума приема федералните закони с гласовете на мнозинството от депутатите, с изключение на случаите, в които по конституция е предвидено друго. Под приети федерални закони се имат предвид приетите от Държавната дума и одобрени от Съвета на федерацията закони. Федерален закон се подписва и обнародва от Президента на Руската федерация.

## Процедура
Постановленията на Държавната Дума се приемат с мнозинство от общия брой на депутатите от Държавната Дума, освен ако друга процедура не е предвидена в Конституцията. Всички законопроекти са одобрени първо от Държавната дума, след което се обсъждат и одобряват (или отхвърлят) от Съвета на федерацията.
Сравнително малко са публикуваните поименни гласове, които идентифицират вота на отделните депутати. Гласовете на физически лица се вписват само ако гласуването е отворено и се използва електронен метод. Въпреки че не всички гласове са официално поименни, всеки път когато депутат гласува по електронен път, компютър регистрира индивидуалния депутатски глас.

## Членство
Всеки руски гражданин с навършени 21 години или повече има право да участва в изборите и да бъде избран за депутат от Държавната Дума. Същото лице не може да бъде депутат в Съвета на федерацията. В допълнение депутат от Държавната Дума не може да заема пост в друг представителен орган на държавната власт или органите на местното самоуправление. Задължението на депутат от Държавната Дума е на пълно работно време. Следователно депутати от Думата не могат да бъдат наемани на държавна работа или да извършват дейности срещу възнаграждение, различни от обучението, научните изследвания или други творчески дейности.

## Председатели
I събрание на Държавната дума (14 януари 1994 – 17 януари 1996)
- Иван Петрович Рибкин (избран на 14 януари 1994 г. с постановление на Държавната дума № 8-I ГД), член на фракция Аграрна партия на Русия

II събрание на Държавната дума (17 януари 1996 – 18 януари 2000)
- Генадий Николаевич Селезньов (избран на 17 януари 1996 с постановление на Държавната дума № 7-II ГД), член на фракция Комунистическа партия на Русия

III събрание на Държавната дума (18 януари 2000 – 29 декември 2003)
- Генадий Николаевич Селезньов (избран на 18 януари 2000 с постановление на Държавната дума № 6-III ГД), член на фракция Комунистическа партия на Русия

IV събрание на Държавната дума (29 декември 2003 – 24 декември 2007)
- Борис Вячеславович Гризлов (избран на 29 декември 2003 с постановление на Държавната дума № 5-IV ГД), член на фракция Единна Русия

V събрание на Държавната дума (24 декември 2007 – 21 декември 2011)
- Борис Вячеславович Гризлов (избран на 24 декември 2007 с постановление на Държавната дума № 3-V ГД), член на фракция Единна Русия

VI събрание на Държавната дума (от 21 декември 2011 г.)
- Наришкин, Сергей (избран 21 декември 2011), член на фракция Единна Русия

## Фракции

### Резултати от изборите за V събрание на Държавната дума
| Партии и коалиции                                                                   | Брой гласове | %      | +/-    | Брой места | +/- |
| ----------------------------------------------------------------------------------- | ------------ | ------ | ------ | ---------- | --- |
| Единна Русия (Единая Россия)                                                        | 44 714 241   | 64.30  | +26.73 | 315        | +92 |
| Комунистическа партия на Русия (Коммунистическая Партия Российской Федерации)       | 8 046 886    | 11.57  | -1.04  | 57         | +5  |
| Либерално-демократическа партия на Русия (Либерально-демократическая Партия России) | 5 660 823    | 8.14   | -3.31  | 40         | +4  |
| Справедлива Русия (Справедливая Россия)                                             | 5 383 639    | 7.74   | +7.74  | 38         | +1  |
| Аграрна партия на Русия (Аграрная Партия России)                                    | 1 600 234    | 2.30   | -1.33  | —          | -2  |
| Руска демократическа партия „Яблоко“ (Российская Демократическая Партия „Яблоко“)   | 1 108 985    | 1.59   | -2.71  | —          | -4  |
| Гражданска сила (Гражданская Сила)                                                  | 733,604      | 1.05   | +1.05  | —          | 0   |
| Съюз на десните сили (Союз Правых Сил)                                              | 669,444      | 0.96   | -3.01  | —          | -3  |
| Патриоти на Русия (Патриоты России)                                                 | 615,417      | 0.89   | +0.89  | —          | 0   |
| Партия за социална справедливост (Партия социальной справедливости)                 | 154,083      | 0.22   | -2.87  | —          | 0   |
| Демократическа партия на Русия (Демократическая Партия России)                      | 89,780       | 0.13   | -0.09  | —          | 0   |
| Валидни бюлетини                                                                    | 68 777 136   | 98.91  |        |            |     |
| Невалидни бюлетини                                                                  | 759,929      | 1.09   |        |            |     |
| Общо гласували (при избирателна активност 63,71%)                                   | 69 537 065   | 100.00 | 0      | 450        | 0   |
| Имащи право на глас                                                                 | 109 145 517  |        |        |            |     |
| Източник: Руска избирателна комисия                                                 |              |        |        |            |     |

### Състав на V събрание на Държавната дума
| \| \| Държавна дума на Руската федерация \| \| V събрание \| \|                      |                                                                                        |
|                                                                                      |                                                                                        |
| Единна Русия: 315 депутати. Комунистическа партия на Руската федерация: 57 депутати. | Либерално-демократическа партия на Русия: 40 депутати. Справедлива Русия: 38 депутати. |
|                                                                                      | Държавна дума на Руската федерация                                                     |
| V събрание                                                                           |                                                                                        |

### Състав на VI събрание на Държавната дума
- Единна Русия – 238 депутати
- КПРФ – 92 депутати
- СР – 64 депутати
- ЛДПР – 56 депутати